# 더 그레이트
《더 그레이트》(영어: The Great)는 훌루에서 2020년 5월부터 2023년 5월까지 방영된 미국의 코미디 드라마이다.